# Червона троянда (мінісеріал)
«Червона троянда» (англ. Rose Red) — американський мінісеріал 2002 року, знятий режисером Крейгом Р. Бакслі за сценарієм Стівена Кінга. Весь матеріал знятий в 2000 році в Сіетлі і Такомі при безпосередній участі самого Кінга. У 2003 році вийшла передісторія телесеріалу під назвою «Щоденник Еллен Рімбавер», яка відкриває ряд смертоносних подій в околицях особняка «Червона троянда», які перетворюють Еллен з невинної та покірної дружини в жінку, яка володіє темними силами.

## Сюжет
Особняк «Червона троянда» колись належав багатій родині Рімбавер і відомий цілою низкою таємничих смертей та зникнень, що відбулися в його стінах. Сама господиня будинку, Еллен Рімбавер, була одержима думкою, що вона буде жити вічно, поки будівництво «Червоної Рози» не закінчене. Протягом довгих років вона продовжувала додавати нові прибудови, поки сама не пропала безвісти.
Професор психології на ім'я Джойс Ріардон хоче використовувати темні сили, що мешкають в особняку, щоб довести реальність потойбічного світу і непізнаних психічних явищ. Для цього вона домовляється з останнім з власників дому, який як раз збирався зносити особняк, і за велику суму наймає кілька екстрасенсів. Разом вони збираються провести вихідні в зловісному будинку і зафіксувати паранормальні явища.
Волею випадку в число дослідників потрапляє п'ятнадцятирічна аутистка Енні Вітон, що володіє дивовижними паранормальними і телекінетичними здібностями. Батько Енні забороняє їй брати участь в настільки сумнівному експерименті, але її старша сестра Рейчел допомагає їй потрапити в групу і зобов'язується супроводжувати її, адже Ріардон зобов'язується оплатити дівчинці навчання в спеціальній школі.

## У ролях
| Актор                | Роль                    |
| -------------------- | ----------------------- |
| Ненсі Тревіс         | професор Джойс Ріардон  |
| Метт Кіслар          | Стівен Рімбавер         |
| Кімберлі Браун       | Енні Вітон              |
| Девід Дюкес          | професор Карл Міллер    |
| Джудіт Айві          | Кеті Крамер             |
| Мелані Лінскі        | Рейчел Вітон            |
| Метт Росс            | Емрі Вотерман           |
| Джуліан Сендс        | Нік Гардвей             |
| Кевін Тай            | Віктор Кандінський      |
| Джулія Кемпбелл      | Еллен Рімбавер          |
| Емілі Дешанель       | Пем Асбері              |
| Лаура Кенні          | місіс Патрісія Вотерман |
| Цідіє Лелока         | Сукеена                 |
| Івонн Сіер           | Дейна Петрі             |
| Джиммі Сімпсон       | Кевін Боллінджер        |
| Джон Прокаччіно      | Джон П. Рімбавер        |
| Роберт Томас Престон | молодий Стівен Рімбавер |
| Крістен Фішер        | Енні                    |
| Пейдж Гордон         | Ейпріл Рімбавер         |
| Стівен Кінг          | рознощик піци           |